# یوسف رابح
یوسف رابح (عربی: يوسف رابح؛ زادهٔ ۱۳ آوریل ۱۹۸۵) بازیکن فوتبال اهل مراکش است.
از باشگاه‌هایی که در آن بازی کرده‌است می‌توان به باشگاه فوتبال الاهلی عربستان سعودی، باشگاه فوتبال الوداد کازابلانکا، باشگاه فوتبال لفسکی صوفیه، باشگاه فوتبال آنژی مخاچ‌قلعه، باشگاه فوتبال ارتش سلطنتی مراکش، باشگاه فوتبال مغرب تطوان، و باشگاه فوتبال الفتح اشاره کرد.
وی همچنین در تیم ملی فوتبال مراکش بازی کرده‌است.